# Manilkara cavalcantei
Manilkara cavalcantei е вид растение от семейство Sapotaceae. Видът е световно застрашен, със статут Уязвим.

## Разпространение
Разпространен е в Бразилия (Амазонас и Пара).